# 相模原市立鶴園小学校
相模原市立鶴園小学校（さがみはらしりつ つるぞの しょうがっこう）は、神奈川県相模原市南区上鶴間本町7丁目にある公立小学校である。

## 教育目標
- 広い視野を持ち 個性豊かに生きぬく子の育成
  - つよいからだの 明るい子
  - ルールを守る 正しい子
  - のぞみを高く がんばる子
  - こころやさしく 思いやる子

## 沿革
- 1975年（昭和50年）
  - 4月1日 - 市内33番目の小学校として開校（南大野小学校より分離独立）。ただし、新校舎未完成のため、南大野小学校15教室及びプレハブ棟を使用。開校時点の児童数496名、学級数15学級、森屋正夫初代校長ほか教職員28名。
  - 4月5日 - 南大野小学校校庭にて、開校式及び始業式挙行。
  - 4月7日 - 南大野小学校体育館にて、第1回入学式挙行。
  - 7月9日 - PTA結成総会開催。
  - 7月16日 - プール完成し、プール開き挙行。
  - 7月18日 - 南大野小とお別れ式開催。
  - 8月29日 - 上鶴間539-1に校舎竣工し、同所に移転。
  - 9月26日 - 校庭遊具完成。
  - 10月1日 - 校歌制定。
  - 10月31日 - 校舎及び諸施設完成と校章・校歌制定の両記念式典挙行。
  - 11月1日 - 第1回開校記念日。
  - 11月27日 - この日と翌日の2日間、第1回「つるぞのまつり」開催（以降毎年開催）。
- 1976年（昭和51年）3月22日 - 第1回卒業式挙行。最初（第1期）の卒業生は、男子37名・女子34名の計71名。
- 1977年（昭和52年）3月28日 - 小鳥小屋完成。
- 1979年（昭和54年）
  - 10月19日 - 台風20号のため緊急下校。外便所倒壊や倒木等、被害が多数生じた。
  - 10月30日 - 全校仲よし遠足（昭和62年まで毎年秋に実施）。
- 1980年（昭和55年）3月19日 - スプリンクラー完成。
- 1981年（昭和56年）
  - 3月30日 - 西側擁壁完成。
  - 8月31日 - 屋外便所完成。
- 1984年（昭和59年）
  - 3月25日 - 10周年記念バザー開催。
  - 11月11日 - 創立10周年記念式典挙行。同日、飼育小屋、指標石等設置。「つるの子の森」開設。
- 1990年（平成2年）11月13日 - パソコン教室完成。
- 1991年（平成3年）
  - 4月30日 - プール改修工事完了。
  - 12月17日 - 正門・通用門改修工事完了。
- 1992年（平成4年）8月7日 - 校長室・家庭科室・ワークルーム改修工事完了。
- 1993年（平成5年）12月3日 - 受水槽取り替え工事完了。
- 1994年（平成6年）
  - 3月31日 - 新飼育舎完成。
  - 11月4日 - 相模大野グリーンホールにて、20周年記念式典挙行。
  - 11月19日 - 創立20周年記念式典挙行。
- 1995年（平成7年）10月18日 - 音楽教育研究発表会。
- 1996年（平成8年）
  - 6月30日 - 相模大野建設組合による奉仕作業により、キウイ棚づくりなどが行われた。
  - 7月22日 - 全教室大型ロッカーに取換え。
  - 8月17日 - 生放送切り替え。下水工事。
- 1997年（平成9年）
  - 3月12日 - 校門前しだれ桜を移植。
  - 5月6日 -	音楽室録音システム工事。
  - 6月19日 - 視聴覚室床改装。
  - 7月15日 - 東側通用門雨水流失防止工事。
  - 8月16日 - 図書室インターネットシステム配置。
  - 11月16日 - 研究発表会「学習発表会」。
- 2000年（平成12年）
  - 7月20日 - B棟非常階段設置。A棟耐震工事・体育館床張り替え。
  - 7月25日 - コンピュータ更新。
  - 8月1日 - 職員室、校長室、事務室への空気調和器の設置。
- 2001年（平成13年）
  - 9月15日 - A棟耐震工事完了。
  - 12月24日 - 裏門監視カメラ設置。
- 2002年（平成14年）8月 - 体育館耐震工事。シャワー設備設置。
- 2004年（平成16年）
  - 3月 - A棟トイレ改修工事。
  - 11月27日 - 創立30周年記念式典挙行。
- 2006年（平成18年）4月1日 - プレハブ棟設置。
- 2007年（平成19年）
  - 8月15日 - 給食室天井塗装。
  - 11月30日 - B棟大規模改修工事完了。
- 2008年（平成20年）
  - 7月30日 - 防球ネット補修。
  - 8月21日 - コンピュータ更新。
  - 8月30日 - B棟普通教室等冷暖房工事完了。
  - 11月30日 - A棟大規模改修工事完了。
- 2012年（平成24年）4月1日 - 給食室完成。
- 2013年（平成25年）3月3日 - 体育館改修落成式挙行。
- 2016年（平成28年）3月31日 - 会議室をつくし3教室に、視聴覚室を6年1組教室に、それぞれ改修。
- 2018年（平成30年）4月1日 - プレハブ棟増築。
- 2022年（令和4年）4月1日 - プレハブ棟増築。

## 児童数・学級数
- 本校の児童数は全学年合計で754人。学級数は全学年合計で28学級となっている（2024年（令和6年）5月1日現在）[1]。

## 通学区域
- 相模原市南区[2]
  - 上鶴間本町4丁目（51番31号～51番39号・52番14号～52番25号）
  - 上鶴間本町5丁目（21番～32番）
  - 上鶴間本町6丁目（1番・2番・3番1号・3番21号～3番22号・4番～11番・12番6号・12番7号・13番2号・13番4号・14番29号～14番35号・21番3号～21番28号・21番38号・22番～29番）
  - 上鶴間本町7丁目（全域）
  - 上鶴間本町8丁目（全域）
  - 上鶴間本町9丁目（全域）

## 進学先中学校
- 相模原市南区[3]
  - 相模原市立谷口中学校

## 周辺
- 相模原市立鶴園中和田こどもセンター - 敷地が隣接。
- 相模原市上鶴間公民館

## 交通アクセス
- 神奈川中央交通「大13」系統中和田循環線で、「鶴園小学校前」停留所下車後、学校正門まで徒歩約60m・約1分。
  - なお、停留所から正門まで直線距離は約40mほどだが、正門前の横断歩道に廻る必要があるため、やや距離が延びる。
- 小田急電鉄小田原線・江ノ島線相模大野駅より、
  - 南口から、上述の神奈中バスに乗車し、「鶴園小学校前」停留所下車後、徒歩。
  - 東口（南出口）から、徒歩約1.45km・約22分。